# 225-й зенітний ракетний полк (Україна)
225-й зенітний ракетний полк (225 ЗРП, в/ч А4717) — формування зенітних ракетних військ у складі Повітряних сил України. Структурно належить до повітряного командування «Схід», формування базується в Полтавській області.

## Історія
Створений 25 жовтня 2022 року на Полтавщині у складі повітряного командування «Схід». Впродовж першого року війни, було знищено понад 55 повітряних цілей ворога. Йдеться про 2 літаки, 6 гелікоптерів, крилаті ракети та десятки БПЛА.
4 серпня 2024 року Президент України вручив полку Бойовий Прапор.
3 серпня 2025 року 225 зенітний ракетний полк Повітряних Сил Збройних Сил України указом Президента України Володимира Зеленського відзначений почесною відзнакою «За мужність та відвагу».

## Командири
- 2023: полковник Мащенко Валерій Миколайович[5]